# Ranunculus marschlinsii
Ranunculus marschlinsii är en ranunkelväxtart som beskrevs av Steudel. Ranunculus marschlinsii ingår i släktet ranunkler, och familjen ranunkelväxter. Inga underarter finns listade i Catalogue of Life.